# Szibéria Ereje
A Szibéria Ereje (oroszul: Сила Сибири, Szila Szibiri) a 2010-es évek második felében épített és a 2020-as években tovább épülő távolsági gázcsővezeték Oroszországban, melyen a Kelet-Szibériában kitermelt földgázt eljuttatják az orosz Távol-Kelet déli részére, illetve onnan exportra Kínába. Megépítését és finanszírozását a kínai és az orosz fél között létrejött szerződések tették lehetővé. A csővezeték a 2007-ben elfogadott oroszországi ún. keleti gázprogram (Vosztocsnaja gazovaja programma) része. Építtetője és üzemeltetője az orosz Gazprom energetikai óriáscég.
2019. december 2-án Vlagyimir Putyin orosz elnök és Hszi Csin-ping kínai elnök távolsági televíziós közvetítésben adott engedélyt a gázszállítási hálózat megnyitására.

## Célja
Fő célja az orosz földgázexport kiterjesztése és hosszútávú biztosítása kelet felé, a kínai piacra, – az addig alapvetően meghatározó nyugati, európai irány fenntartása mellett. Ugyanakkor a vezeték Kelet-Szibériában és az orosz Távol-Keleten is lehetővé teszi új fogyasztók bekapcsolását a gázhálózatba. A projekt megvalósítása az egyik előfeltétele volt a hatalmas kelet-szibériai földgázkincs részbeni hasznosításának.
A gázszállítási útvonal hossza kb. 3000 km (későbbi teljes kiépülésekor kb. 4500 km). Az acélcsövek átmérője 1420 mm, a csőfal vastagsága 21,7 mm. A csővezeték két nagy kelet-szibériai gázmezőről szállít földgázt az Amur parti határvárosig, Blagovescsenszkig, és ott a folyó medre alatt továbbítják kínai területre. (Más, korábbi források szerint a vezeték 4000 km hosszú és 61 milliárd m³ kapacitású lesz; eszerint nem Blagovescsenszkig, hanem Habarovszkig és azon át Vlagyivosztokig tartana.) A 2014. májusban kötött orosz-kínai államközi szerződés, illetve a Gazprom és a kínai partnercég (CNPC) szerződése értelmében a csővezetéken Oroszország évi 38 milliárd m³ földgázt juttat Kínába. Ezt a mennyiséget az üzembehelyezéstől számított három év alatt kell elérni. A szerződést 30 év időtartamra kötötték.

## Építése
A teljes vezetékrendszer három ütemben épült, illetve épül meg. Az első ütemben a Jakutföld déli részén elterülő csajandai gázmezőről Blagovescsenszkig tartó 2156 km-es csővezeték készült el. A második ütemben az Irkutszki terület koviktai gázmezőjét a csajandai bázissal összekötő részt építik meg (803 km). A későbbi, harmadik ütemben a Csajanda–Blagovescsenszk csővezeték kapacitásának bővítése várható (1491 km). A szállítás a csajandai gázmezőről 2019. decemberben indul meg (eredetileg 2018 végére tervezték).
A földgáz kitermelése és továbbítása mellett a Gazprom gázfeldolgozó üzemet is létesít a vezeték mentén, az Amuri terület Szvobodnij városa körzetében (Amuri gázfeldolgozó üzem – Amurszkij gazopererabotajuscsij zavod). A világ egyik legnagyobb kapacitású gázfeldolgozójaként emlegetett üzemben értékes komponenseket, köztük héliumot vonnak ki a földgázból. A létesítmény első két termelőegységét várhatóan 2021-ben helyezik üzembe. (Korábbi hírek a héliumgyártás színhelyéül az Amuri terület Belogorszk városát nevezték meg, de a tervet módosították).
Az első ütem munkálatainak nagy része rendkívüli terep- és éghajlati viszonyok között folyt. Az építőknek meg kellett küzdeniük a zord szibériai téllel, a keményre fagyott talajjal, nyáron a mocsaras tajgával. Nehezítette a helyzetet a kiépített utak hiánya, de segített a nagy munkagépek és a korszerű hegesztési módszerek alkalmazása. A csővezeték építését 2014. szeptember 1-jén jelképesen Vlagyimir Putyin a kínai miniszterelnök-helyettes jelenlétében indította el a jakutföldi Usz-Hatin faluban.
Az első csőszállítmány 2014. augusztus 1-jén érkezett meg a Léna parti Lenszk kikötőjébe. A csöveket előbb vasúton szállították Uszty-Kutig, majd onnan több mint 1000 km hosszú víz iúton Lenszkbe. Idáig tart ugyanis a csajandai gázmezőről kiinduló gázvezeték első, 208 km-es szakasza. Lenszkből a további nyomvonal: Oljokminszk, Aldan, Nyerjungri, Szkovorogyino, Szvobodnij, Blagovescsenszk. Az útvonal jelentős része a már korábban kiépített Kelet-Szibéria–Csendes-óceán kőolajvezeték mentén fut (de nem a közvetlen közelében). 2019 tavaszára a vezetékfektetés a teljes vonalon befejeződött.
2019. december 2-án a hálózaton megindult a folyamatos gázszállítás Oroszországból Kínába.

### Kompresszorállomások
A kompresszorállomások általában az oda érkező földgáz továbbítását biztosítják, a szállítási igénynek megfelelő nyomást szabályozzák. A Szibéria Ereje projekt első ütemének részeként a csővezetéken nyolc kompresszorállomást létesítenek. 2017 végétől 2019-ig megépült az induláshoz szükséges legnagyobb, 128 MW-os zejai kompresszorállomás (3 x 32 MW-os és 2 x 16 MW-os aggregátorral). A további hét kompresszorállomás (481 MW) csak a vezeték üzembe helyezése után, 2022-ig készül el. A második ütemben egy 48 MW-os állomást terveznek, és a harmadik ütemben 577 MW-os teljesítménynöveléssel érik el a tervezett 1200 MW-os teljes kapacitást.
A csővezetékről leágazás (elosztóállomás) készül többek között az Amuri területen Szvobodnijba (az épülő gázfeldolgozó üzemhez), valamint Ciolkovszkij városba és a mellette folyamatosan épülő Vosztocsnij űrrepülőtérhez is.

### Az országhatáron
A gázvezetéknek az országhatárt átszelő, Amur alatti szakaszát és a Heihe kínai határvárosban (Hejlungcsiang tartomány) létesített fogadóállomást a kínai fél 2016 szeptemberében kezdte építeni (ehhez ideiglenes határátkelőhelyet nyitottak) és 2019 elejére készítette el, március végén adta át. A meder alatt két, egymástól 50 m-re lévő, 1139 m hosszú, egyenként 2,4 m átmérőjű alagút készült (a második tartalékként szolgál). (A Szibéria Ereje vezetéken Kínába érkező gázt a határtól 850 km-es vezeték továbbítja Sanghajba. Onnan kínai területen várhatóan kiépítenek majd egy középső (1100 km-es) és egy déli (1400 km-es) csővezetéket is).
A határ orosz oldalán, Verhnyeblagovescsenszk falunál (Blagovescsenszk mellett) 2017 nyarán kezdődött az ultrahangos gázmérő állomás építése (külön transzformátor alállomással, dízel villanyerőművel, biztonsági berendezésekkel ellátva), ami szintén 2019 tavaszán fejeződött be. A vezetéken átáramló gáz mennyiségét és minőségi mutatóit mérő berendezések pontosságát Hollandiában állították be (kalibrálták).